# Município de Ripley (condado de Huron, Ohio)
O município de Ripley (em inglês: Ripley Township) é um município localizado no condado de Huron no estado estadounidense de Ohio. No ano de 2010 tinha uma população de 1.024 habitantes e uma densidade populacional de 15,41 pessoas por km².

## Geografia
O município de Ripley encontra-se localizado nas coordenadas 41° 02′ 18″ N, 82° 34′ 25″ O. Segundo a Departamento do Censo dos Estados Unidos, o município tem uma superfície total de 66.45 km², da qual 66,27 km² correspondem a terra firme e (0,27 %) 0,18 km² é água.

## Demografia
Segundo o censo de 2010, tinha 1.024 habitantes residindo no município de Ripley. A densidade populacional era de 15,41 hab./km². Dos 1.024 habitantes, o município de Ripley estava composto pelo 98,05 % brancos, o 0,2 % eram afroamericanos, o 0,1 % eram amerindios, o 0,2 % eram asiáticos, o 0,68 % eram de outras raças e o 0,78 % eram de uma mistura de raças. Do total da população o 2,05 % eram hispanos ou latinos de qualquer raça.